# Thuidium inconspicuum
Thuidium inconspicuum là một loài rêu trong họ Thuidiaceae. Loài này được Herzog mô tả khoa học đầu tiên năm 1923.